# San Isidro de Lules
San Isidro de Lules é uma cidade da Argentina, localizada na província de Tucumã.